# Frank Speck
Frank Speck   (Brooklyn, 8 de novembre de 1881 - 6 de febrer de 1950) va ser un antropòleg estatunidenc i professor de la Universitat de Pennsylvania. Es va especialitzar en els pobles algonquins i iroquesos entre els amerindis dels Estats Units dels Boscos Orientals i les Primeres Nacions del Canadà oriental.

## Primers anys i educació
Va néixer a Brooklyn i era un nen malaltís. Els seus pares el van enviar als set anys a viure amb una amiga de la família, Fidelia Fielding a Mohegan a l'estat de Connecticut amb l'esperança que l'entorn rural milloraria la seva salut. Era una vídua ameríndia, l'últim parlant del mohegan-pequot. Mentre vivia amb ella, Speck va desenvolupar «els seus interessos en la literatura, la història natural i la lingüística de nadius americans».
Quan Speck va esdevenir un dels primers estudiants de l'antropòleg Franz Boas a la Universitat de Colúmbia, va trobar la seva direcció per estudiar la vida com a etnògraf antropològic al mateix temps que obtenia un màster amb una tesi sobre el folklore dels pobles nadius d'Amèrica del sud-est dels Estats Units. Després va completar un doctorat a la Universitat de Pennsylvania (1908). Mentre que el seu doctorat va ser tècnicament atorgat per la Universitat de Pennsylvania, la seva tesi va ser supervisada per Boas. Es tracta d'una etnografia del yuchis d'Oklahoma, que va estudiar el 1904, 1905, i 1908.

## Carrera
El 1907 es va inscriure a la facultat de la Universitat de Pennsylvania (Penn), primer amb una beca d'un any. La beca li fou concedida el 1908 pel seu col·lega Edward Sapir.
Speck era únic entre molts antropòlegs de la seva generació que va estudiar els indis americans en lloc de gent de terres més llunyanes. A causa dels canvis que havien tingut lloc al segle xix i la disminució dràstica de la població, Speck considerà el seu treball cpù una «operació de rescat» del material etnològic en un moment de gran tensió per als pobles. Va començar l'estudi dels nadius americans a Connecticut i al nord-est.
A Penn, Speck va ser promogut professor a temps complet i va esdevenir el primer director del nou Departament d'Antropologia, de la Universitat. Entre els seus deixebles Speck va nodrir una generació d'antropòlegs prominents: A. Irving Hallowell, Anthony F. C. Wallace, Loren Eiseley, i James W. VanStone. Li agradava especialment el treball de camp i vivia amb la gent que estudiava. Va donar als museus molts dels artefactes de la cultura que havia recaptat. Speck també va patrocinar estudiants amerindis a Penn com Molly Spotted Elk i Gladys Tantaquidgeon.
Durant el seu treball de camp amb els iroquesos, Speck esdevingué proper a la nació seneca, que el va adoptar en honor de la seva relació. Se li va donar el nom de Gahehdagowa («Gran porc espí») quan fou adoptat en el clan de la Tortuga de la nació seneca. Speck va estudiar com els sistemes familiars i de parentiu subjeien en l'organització tribal. A Canadà va desenvolupar els mapes dels territoris de caça de grups familiars individuals per documentar els drets de terres algonquins. Aquests després es va convertir en crucial per a les reclamacions de terres natives.
Des de la dècada de 1920 fins a la dècada de 1940 Speck també va estudiar els cherokees al sud-est dels Estats Units i Oklahoma. A través dels anys ha treballat extensament amb l'ancià tribal Will West Long de Big Cove, a l'oest dee la Carolina del Nord. Speck acredita Long com a coautor del llibre Cherokee Dance and Drama, amb el seu col·lega Leonard Bloom. Va ser publicat el 1951.
Els papers de Speck van ser recollits i arxivats per la Societat Filosòfica Americana, de la qual fou membre. També hi ha col·leccions dels seus papers al Museu Canadenc de la Civilització de Gatineau (Quebec) i a la Biblioteca Phillips del Museu Peabody Essex a Salem (Massachusetts)
Speck va ser escollit membre de nombroses associacions professionals, i hi va prendre un paper actiu en els comitès, com l'American Association for the Advancement of Science, American Anthropological Association, American Ethnological Society, Geographical Society of Philadelphia, i Archaeological Society of North Carolina (honorari). Va dur a terme un treball per a l'American Museum of Natural History a Nova York i la Smithsonian Institution a Washington, DC.

## Obres
- The study of the Delaware Indian big house ceremony (1931) Harrisburg : Pennsylvania Historical Commission[10]
- An Outline of Seneca ceremonies at Coldspring Longhouse (1936) Yale University dissertation
- Contacts between Iroquois herbalism and colonial medicine (1941) ISBN 0-8466-4032-5
- The Tutelo spirit adoption ceremony (1942) Harrisburg : Commonwealth of Pennsylvania, Dept. of Public Instruction, Pennsylvania Historical Commission[11]
- "Songs from the Iroquois longhouse" Program notes for an album of American Indian music from the eastern woodlands, (1942) Washington, DC: Library of Congress
- The Roll Call of the Iroquois Chiefs (1950) ISBN 0-404-15536-7
- Symposium on local diversity in Iroquois culture Washington, DC: US Government Printing Office, 1951
- The Iroquois Eagle Dance: an offshoot of the Calumet Dance (1953) ISBN 0-8156-2533-2
- The False Faces of the Iroquois (1987) ISBN 0-8061-2039-8
- The Great Law and the Longhouse: a political history of the Iroquois (1998) ISBN 0-585-19883-7
- The Little Water Medicine Society of the Senecas (2002) ISBN 0-8061-3447-X